# DRIVEAWAY feat.藤原さくら

『DRIVEAWAY feat.藤原さくら』（ドライブアウェイ・フィーチャリング・ふじわらさくら）は、日本のシンガーソングライター・Michael Kanekoの楽曲。2021年8月25日にorigami PRODUCTIONSからデジタルシングルとしてリリースされた。

## 概要
「DRIVEAWAY feat.藤原さくら」は、Michael Kanekoが2021年8月から始動したコラボレーション・プロジェクトの第1弾としてリリースされた藤原さくらとの共作曲。セルフ・プロデュースで、作詞・作曲はMichael Kanekoと藤原さくら。レコーディング・ミュージシャンは、ベースの多田尚人、ドラムの御木惇史、キーボードの近藤邦彦が参加。
2021年9月10日にYouTubeにてMVをプレミアム公開した。MVのディレクターはアートワークも手掛けているSachiko Yamada。

## 制作背景
Michael Kanekoが2021年にこれまでの活動で親交を深めてきた敬愛しているアーティストを招いて一緒に「日本語で歌う」ことをコンセプトにしたコラボレーション・プロジェクトを開始。その第一弾アーティストとしてシンガーソングライターの藤原さくらを招き、「DRIVEAWAY feat.藤原さくら」を制作。
自身はこのコラボ企画の目的を「僕ひとりでは日本語の歌詞を書くのが難しい。（日本語を）話せるけど、ポエム、歌詞をうまく書けないので、歌詞部分をヘルプしてもらい、一緒に歌うことをやってみたいと思った」と説明している。藤原さくらとは長年にわたって親交があり曲の共作を画策していたという経緯から、第一弾アーティストとして藤原を選んだ。
Michael Kanekoは普段の曲作りではギターでコードとメロディを考え制作を進行していくが、今作ではギターを一切使用しておらず、打ち込みで重厚感のあるビートと軽やかな鍵盤が絡み合うサウンドを作り上げた。ギターを使用しなかった理由として、「どちらもギターを弾いて歌うシンガーソングライターというイメージがあり」、2人のコラボならリスナーはアコースティックな曲調の曲になるだろうと想像するかもしれないと考え、だからこそギターの音を一切入れずヒップホップ寄りの強めビートのトラックに仕上げた、と述べている。Kanekoは歌詞を書いた藤原に対して、「普段書いているよりもクールな歌詞を書いてほしい」というリクエストを出し、攻めた歌詞を求めた。藤原の書いた歌詞には、「たくさんの情報やモノに囲まれている現代人」へのメッセージが込められている。

## 参加ミュージシャン
- Michael Kaneko : サウンドプロデュース、ボーカル
- 藤原さくら : ボーカル、作詞
- 多田尚人 : ベース
- 御木惇史 : ドラムス
- 近藤邦彦 : キーボード